# Clibanarius fonticola
Clibanarius fonticola — единственный известный науке вид раков-отшельников, обитающий в пресной воде. Эндемик острова Эспириту-Санто (Вануату). Хотя ряд других раков-отшельников являются наземными или обитают в устьях рек, C. fonticola является единственным видом, проводящим свою жизнь в пресной воде. Он встречается в водоёме, питаемом источниками, недалеко от деревни Матевулу, рядом с заброшенной взлётно-посадочной полосой. Взрослые особи этого вида всегда используют в качестве укрытий раковины брюхоногих моллюсков Clithon corona.